# Аггей (пророк)
Агге́й (ивр. חַגַּי‎, Хаггай — «праздничный») — один из последних пророков Ветхого Завета; стал пророчествовать во 2-й год царствования Дария Гистаспа (520 до н. э.).
Три главных пророчества Аггея составляют 10-ю книгу 12-ти «малых» пророков. Речи его направлены к современным ему иудейскому царю Зоровавелю и первосвященнику Иисусу, которых он упрекает в бездействии и поощряет к возобновлению работы по восстановлению Храма, постройка которого по наветам самаритян была приостановлена предшественником Дария.

## Характеристика
В речах Аггея заметны следы упадка еврейского языка, начавшегося во время пребывания евреев в Вавилонском царстве. В беседе его со священниками (III, 12—13), которых он экзаменует в законоведении, заметны даже первые признаки того способа преподавания, который дошёл до расцвета впоследствии, в период составления Мишны. Аггей был современником пророка Захарии.
Сведений о жизни и деятельности пророка Аггея, единственного лица этого имени, известного из Библии, кроме сообщаемых книгою его имени и подтверждаемых свидетельством 1-й книги Ездры 5,1; 6,14 о выступлении пророка Аггея вместе с пророком Захариею с проповедью о возобновлении работ по постройке второго Храма, библейская письменность не сохранила. Иудейское предание называет  пророка Аггея членом так называемой «Великой синагоги», к которой раввины причисляли не только пророков Захарию и Малахию, но и многих других сколько-нибудь выдающихся деятелей послепленной эпохи; как членам этой «Великой синагоги» пророкам Аггею, Захарии и Малахии, в Талмуде приписывается составление многих правил и постановлений ритуального свойства (Эрубин II, 1 Шкалим III, 1), но против достоверности этого свидетельства говорит уже то, что, по иудейскому же преданию, «Великая синагога» была учреждена только Ездрой, (458 год до н. э.), следовательно, спустя лишь 62 года по выступлении Аггея на пророческое служение (ок. 520 г.), а главное — крайняя сомнительность, даже более полная недостоверность самого существования «Великой синагоги».
В древней Церкви тоже не сохранилось и не сложилось устойчивого воззрения на личность пророка Аггея. По передаваемому Псевдо-Епифанием, Псевдо-Дорофеем и Псевдо-Исихием известно, Аггей ещё в ранней юности пришёл из Вавилона в Иудею, пророчествовал о возвращении народа из плена, видел отчасти восстановление Храма и первый воспел там «аллилуйя»; скончался в Иерусалиме и погребён там же вблизи от гробниц священников. Возможно, что в основе этих сведений лежит историческое зерно, тем более что содержащее все эти сведения сочинение «De vita el morte prophetarum», как признаётся теперь в науке, первоначально написано на еврейском языке. Как мал, однако, был общепринятым в древней Церкви выраженный здесь взгляд на время и обстоятельства пророческого служения Аггея, видно уже из того, что блаженный Августин (ennaratio in psalm CXLVII) полагал, что пророки Аггей и Захария начали своё пророческое служение ещё в Вавилоне, а ещё более из того, что, по свидетельству блаженного Иеронима и св. Кирилла Александрийского, Ориген с его последователями и некоторые другие, на основании Агг 1:13, считали Аггея не человеком, а ангелом, ниспосланным Богом для проповеди.
В толковании на Агг 1:13 блаженный Иероним писал: «Некоторые думают, что Иоанн Креститель, Малахия, имя которого значит „ангел Господа“ и Аггей, книгу которого мы ныне имеем в своих руках, были ангелами, но по соизволению и повелению Божию приняли человеческие тела и обращались среди людей» (Блаженного Иеронима — в русском переводе — Одна книга толкований на пророка Аггея, к Павле и Евстохии. Твор. Часть XVI: с. 333). Это неудобоприемлемое мнение, вызвавшее опровержение со стороны блаженного Иеронима и св. Кирилла Александрийского, могло возникнуть, кроме буквального понимания термина «малеах Иегова» в Агг 1:13, ещё из отсутствия обычного у пророков указания имени отца пророка, а также из неизвестности в народе гробницы пророка.
При раскопках на площади Харам-эш-Шериф, прежде занятой иерусалимским Храмом, была найдена древнееврейская печать с вырезанной на ней буквами надписью «Аггея, сына Шевании». В виду находящегося только у пророка Аггея, упоминания о печати-перстне, носимой мужчинами не без основания, видят в этой печати именно печать пророка Аггея, и предполагают, что он мог утерять её именно вблизи Храма, около которого он должен был находиться часто, так как с великим интересом следил за правильностью работ по постройке Храма).
При такой скудости и сомнительности сохраненных традицией сведений о личности, жизни и деятельности пророка Аггея, историческое зерно можно усматривать в сообщениях Епифания, Дорофея, Исихия, в основе которых лежит, по-видимому, древнее, первоначальное еврейское предание. В духе этого предания и некоторые новые исследователи (например Рейсс) допускают, что пророк Аггей принадлежал к Левиину колену и в юном возрасте возвратился из Вавилона. С последним не согласуется и имеет малую вероятность противоположное мнение других учёных (Евальда Корнилля и др.), опирающееся на толкование Агг 2:3, будто пророк Аггей принадлежал к числу тех старцев, которые видели ещё Храм Соломонов (ср. 1 Езд III:12), и, таким образом, при начале постройки Храма имел, по меньшей мере, 80 лет. Сказание Епифания Дорофея, в его существенных чертах воспроизводят и наши Пролог и Четьи-Минеи под 16 декабря, когда празднуется Православною церковью память св. пророка Аггея.
В Четьи-Минее св. Димитрия Ростовского под 16 декабря о пророке Аггее указано следующее: «Сей бяше от племене Левиина, рожден в Вавилоне, в плене, ещё млад сый прииде от Вавилона в Иерусалим, и пророчеством со святым пророком Захариею тридесят шесть лет. Предвариша же воплощение Христово за четыреста и седмьдесят лет, и явленно о развращении Аггей святый пророчествова. И виде отчасти издание церковное, Зоровавелем обновляемое по возвращении от вавилонского плена. Умре же и погребен бысть близ гробов иерейских преславно понеже и той бе от рода священнического. Бяше же плешив и стар окружну имея броду и образом честен, и в добродетелех свидетельствован. Любим же бысть всеми и чтим, яко прославен и великий пророк: а имя его толкуется праздник или празднуяй». Здесь мало достоверны хронологические даты как продолжительности служения пророка, по Библии деятельность его продолжалась всего несколько месяцев, так и времени жизни пророка по определённому свидетельству Библии же, пророческая проповедь Аггея относится ко 2-му году царствования Дария, то есть около 520 до Р. X. ; тоже можно сказать и относительно указаний о внешнем виде пророка. Что же касается, опущенного здесь, упоминания Епифания Дорофея о том, что пророк Аггей первый воспел «аллилуйя» при восстановлении Храма, то это обстоятельство по всей вероятности, стоит в связи с находящимися в древних переводах книги Псалмов надписаниями некоторых псалмов именами пророков Аггея и Захарии: псалмов 87, 145, 147, 148 по Септуагинте и слав., причём три последние псалма в греческом тексте надписываются Allhlouia Aggaiou kai Zacariou; равным образом имена этих пророков стоят по тексту Вульгаты в псалмах 11, 145, 146 и в Пешито — в псалмах 125—126. Но все эти надписания, в которых обычно и постоянно соединяются два современных друг другу пророка, говорят, очевидно, не об авторстве этих пророков в отношении перечисленных псалмов, а лишь о времени наибольшего, именно литургического их употребления, именно в период деятельности обоих пророков, названных в надписании.